# Солоне (зупинний пункт, Білорусь)
Солоне (біл. Саланое) — пасажирський залізничний зупинний пункт Гомельського відділення Білоруської залізниці на електрифікованій лінії Жлобин — Калинковичі між станцією Жлобин-Подільський та зупинним пунктом Ниви. Розташований за 1,7 км на північ від села Солоне Жлобинського району Гомельської області.